# 乔·韦斯顿
乔·韦斯顿（英語：Jo Weston，1994年2月14日—），澳大利亚女子篮网球运动员。她曾代表澳大利亚国家队参加2018年和2022年英联邦运动会篮网球比赛，获得一枚金牌和一枚银牌。